# Project Tango

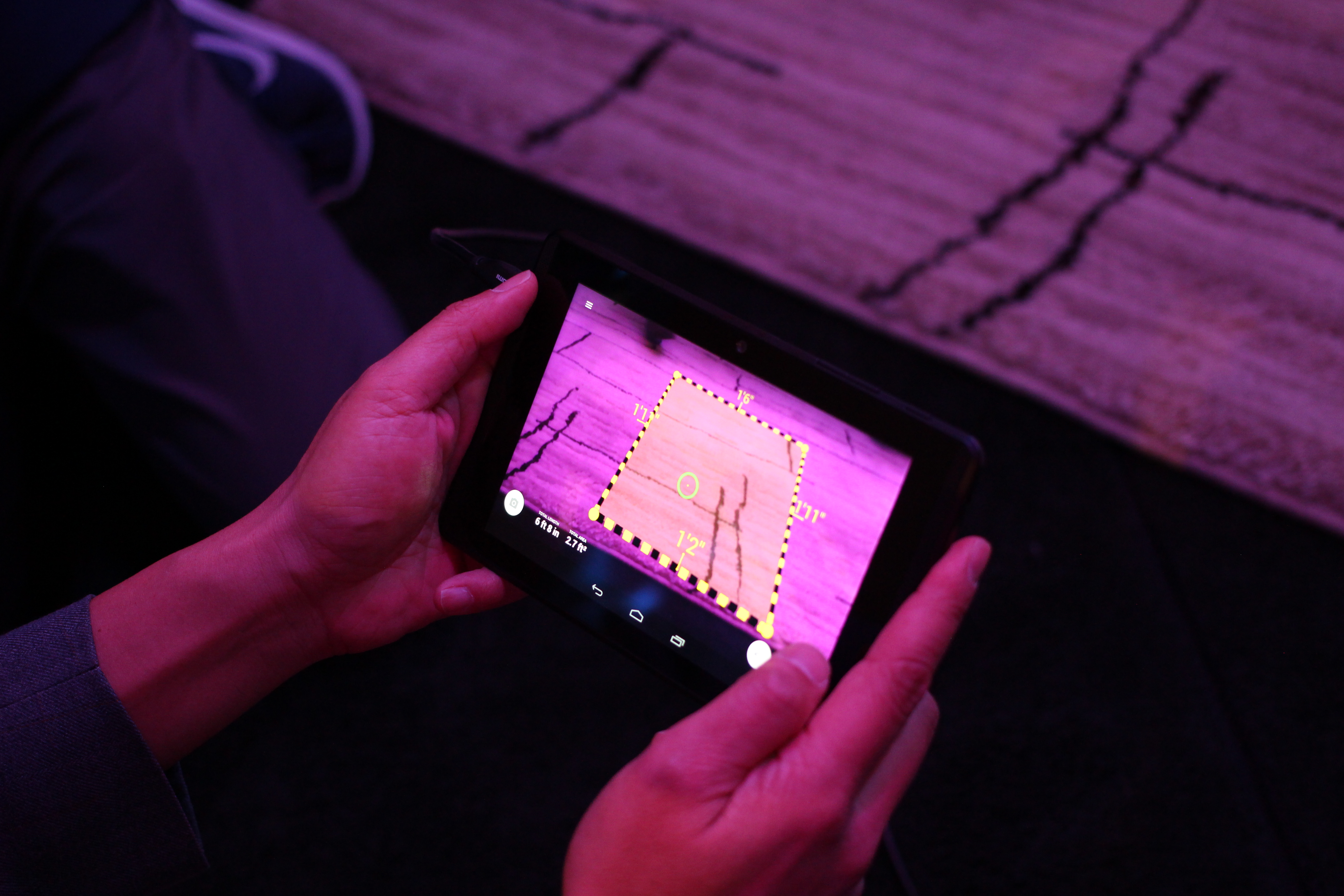
Project Tango

Project Tango, es una nueva tecnología de realidad aumentada hecha para Teléfonos inteligentes desarrollada por Google; a través de Project Tango los diferentes tipos de usuarios podrán implementar la tecnología en sus actividades diarias y lograrán, desde visualizar cómo quedarían los muebles en una habitación, hasta personalizar videos con filtros 3D y dibujar superficies en una casa. Este nuevo sistema está disponible por el momento en los dispositivos Phab2 Pro de Lenovo.
El primer teléfono y no phabelt Asus Ar
El objetivo de Project Tango, en parte, es conseguir crear una herramienta portátil de visión artificial que nos permita mapear espacios 3D con un dispositivo móvil. Aprovechar la tecnología vigente, adaptarla y que con algo que entra en el bolsillo podamos registrar en 3D y con bastante precisión el entorno que nos rodea.

## Características
El software funciona mediante la integración de tres tipos de funcionalidad:
- Seguimiento de movimiento: el uso de características visuales del entorno, en combinación con los datos del acelerómetro y el giroscopio, para realizar un seguimiento de cerca los movimientos del dispositivo en el espacio.
- Aprendizaje Área: almacenamiento de datos del entorno en un mapa que se puede volver a utilizar más adelante, compartida con otros dispositivos de Tango y mejorada con metadatos, tales como notas, instrucciones o puntos de interés.
- La percepción de profundidad: la detección de distancias, tamaños y superficies en el entorno.[3]